# Carol II van Roemenië
Carol II van Hohenzollern-Sigmaringen (Sinaia, 15 oktober 1893 — Estoril, 4 april 1953) was van 8 juni 1930 tot 6 september 1940 koning van Roemenië. 
Hij was de oudste zoon van koning Ferdinand I van Roemenië en prinses Marie van Edinburgh, een kleindochter van zowel koningin Victoria van het Verenigd Koninkrijk als van tsaar Alexander II van Rusland. Hij was de eerste Roemeense koning die in Roemenië werd geboren en werd orthodox gedoopt. In zijn eerste jaren werd hij onderwezen door koning Carol I die hem voorbereidde op het koningschap. De jonge prins was een intelligent student met een energieke persoonlijkheid.

## Liefdesleven en huwelijk
Carol staat echter meer bekend om zijn liefdesperikelen dan om zijn manier van regeren, daarvan ontbrak hem namelijk elke kennis. Hij trouwde voor de eerste maal, tegen de regels van het koninklijk huis in, met Joanna Marie Valentina "Zizi" Lambrino (1898-1953), dochter van een Roemeens generaal. Ze kregen één zoon, Mircea Gregor Carol Lambrino, maar het huwelijk werd in 1919 bij koninklijk besluit ongeldig verklaard. Op 10 maart 1921 trad hij in Athene in het huwelijk met Helena van Griekenland en Denemarken, dochter van Constantijn I van Griekenland. Dit huwelijk was ook geen lang leven beschoren aangezien Carol een langdurige affaire kreeg met Elena Lupescu (eigenlijk Magda Wolff), dochter van de joodse apotheker Nicolas Wolff. Elena was vroeger de vrouw van de Roemeense legerofficier Ion Tampeanu geweest. Samen met haar verhuisde Carol naar Parijs. Als gevolg van dit schandaal gaf hij zijn recht op de troon op ten gunste van de zoon die hij bij Helena had, Michaël. Michaël volgde op 20 juli 1927 Ferdinand op als koning. Carol bleef onder de naam Carol Caraiman in Parijs wonen en in 1928 scheidde hij van Helena. Bij een andere minnares, Maria Martini, kreeg hij nog enige onechte kinderen. Deze escapades vormden een bron van inspiratie voor roddelbladen en -kronieken, en bezorgden het Roemeense koningshuis, voornamelijk in Roemenië zelf, een slechte reputatie.

## Heerschappij
Aangezien koning Michaël nog een kind was, werd de regering waargenomen door een raad van regenten. In de hoop een langdurige periode van regentschap te vermijden en weer orde op zaken te kunnen stellen in de chaotische politiek van het land vroeg premier Iuliu Maniu Carol in 1930 om weer terug te keren. Voorwaarde was dat hij een einde zou maken aan zijn relatie met Magda Lupescu. Op 6 juni kwam Carol aan in Boekarest en werd voor het parlement tot koning uitgeroepen. Lupescu keerde op 4 augustus op onopvallende wijze weer terug naar Roemenië en koningin Helena zag zich gedwongen het land te verlaten.
Carol heerste tien jaar lang, een periode van grote economische groei gevolgd door een wereldwijde crisis, maar ook de periode waarin een eind kwam aan de parlementaire democratie. In 1931 stelde hij een uiterst rechtse koningsgezinde regering aan, het Kabinet van Nationale Concentratie. Leden van de ultranationalistische, antisemitische en fascistische IJzeren Garde waren hiervan uitgesloten. In deze tijd bloeiden allerlei extreemrechtse bewegingen en politiek geweld kwam vaak voor. Onder Carols bewind vermoordde de IJzeren Garde (alias het Legioen van de Aartsengel Michaël) twee premiers. Toen de extreemrechtse bewegingen in december 1937 25% van de stemmen behaalden, liet hij de antisemitische Goga en Cuza met hun Nationaal-Christelijke Partij een regering vormen. Hij hoopte dat deze zet de extreemrechtse groeperingen tegen elkaar zou opzetten, wat inderdaad lukte.
De crisis die hierop volgde was het excuus dat Carol nodig had om hard in te grijpen. In 1938 maakte Carol zichzelf tot absoluut heerser en verbood alle politieke partijen. Corneliu Zelea Codreanu, de 'kapitein' van de IJzeren Garde, werd met een aantal kopstukken 'op de vlucht' gedood, waarschijnlijk op instigatie van de koning.
Door een verdrag tussen nazi-Duitsland en de Sovjet-Unie moest Roemenië in 1940 Bessarabië en het noorden van Boekovina aan de Sovjet-Unie afstaan. Later dat jaar werd Roemenië door nazi-Duitsland en Italië gedwongen het noordwesten van Transsylvanië aan Hongarije af te staan en de zuidelijke Dobroedzja aan Bulgarije. Het volk, opgehitst door de IJzeren Garde, nam dit de koning zeer kwalijk en Carol zag zich op 5 september 1940 genoodzaakt de macht over te dragen aan generaal Ion Antonescu, die hem de volgende dag afzette. De 19-jarige Michaël werd opnieuw koning, maar in feite was Antonescu de baas.

## Ballingschap
Op 7 september verlieten Carol en Magda Lupescu Roemenië voorgoed in een speciale trein. Zij mochten vele kunstschatten, waaronder 41 schilderijen van kunstenaars als Titiaan, El Greco en Nicolae Grigorescu, meenemen op voorwaarde dat hiervan niets verkocht zou worden.
Tijdens en vlak na de Tweede Wereldoorlog probeerde Carol nog een aantal keer weer op de troon te komen. Hij had zelfs contact met de Sovjets, maar ontving in Roemenië geen steun. Carol en Magda woonden een aantal jaar in verschillende Zuid-Amerikaanse landen en op 3 juni 1947 trouwden ze in Rio de Janeiro (Brazilië). Magda noemde zich vanaf nu Elena, prinses Hohenzollern. Uiteindelijk vestigden ze zich in Portugal. Hij stierf in 1953 aan een hartinfarct. Elena zou hem nog bijna 25 jaar overleven.
Carol werd aanvankelijk begraven in de grafkelder van de Portugese koningen in Lissabon (Portugal). Zijn stoffelijk overschot werd in 2003 naar Roemenië overgebracht. Zijn kist is bijgezet in een kapel van de kathedraal van Curtea de Argeș, waar de meeste leden van de Roemeense koninklijke familie zijn begraven. Magda Lupescu is begraven op de begraafplaats van de kathedraal.
Alexander Jan I ·
Carol I ·
Ferdinand I ·
Michaël I ·
Carol II ·
Michaël I